# Synthyris missurica
Synthyris missurica là một loài thực vật có hoa trong họ Mã đề. Loài này được (Raf.) Pennell miêu tả khoa học đầu tiên năm 1933.